# Shinji Okada
Shinji Okada (岡田 慎司 Okada Shinji?), född 10 mars 1996 i Ehime prefektur, är en japansk fotbollsspelare.
Okada började sin karriär 2018 i FC Imabari.